# Gerusalemme (Kartenwerk)

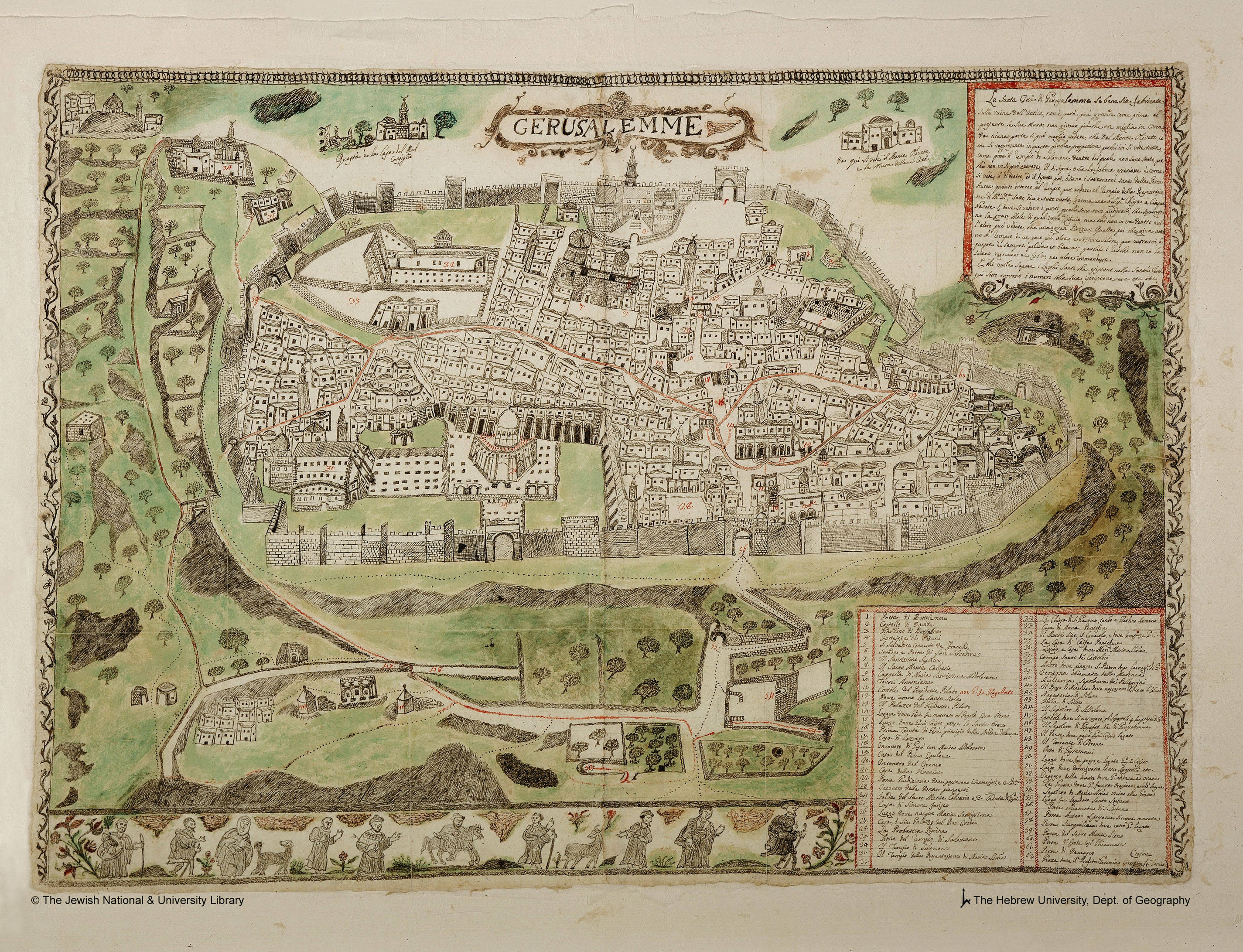
Gerusalemme, Ende des 16. Jahrhunderts, Maße: 570 × 790 mm, aufbewahrt in der Nationalbibliothek Israels in Jerusalem

Gerusalemme (italienisch = Jerusalem) ist die Bezeichnung für eine handgezeichnete und kolorierte Landkarte, die wahrscheinlich Ende des 16. Jahrhunderts von einem italienischen Mönch angefertigt wurde.

## Inhalt
Die Bildkarte mit den Maßen 570 × 790 mm  zeigt die von einer Mauer umgebene Stadt Jerusalem aus der Vogelperspektive.  Sie ist an drei Seiten mit einem schmalen Bordürenrand versehen. Die untere breite Bordüre zeigt Pilger auf dem Weg nach Jerusalem. Die Karte enthält eine allgemeine Beschreibung der „heiligen Stadt“ Jerusalem (italienisch La Santa Città di Gerusalemme), 62 Orte sind markiert und in einer Kolonne aufgelistet. Die Karte wird in der National Library of Israel in Jerusalem aufbewahrt.